# Adidas Etrusco Unico

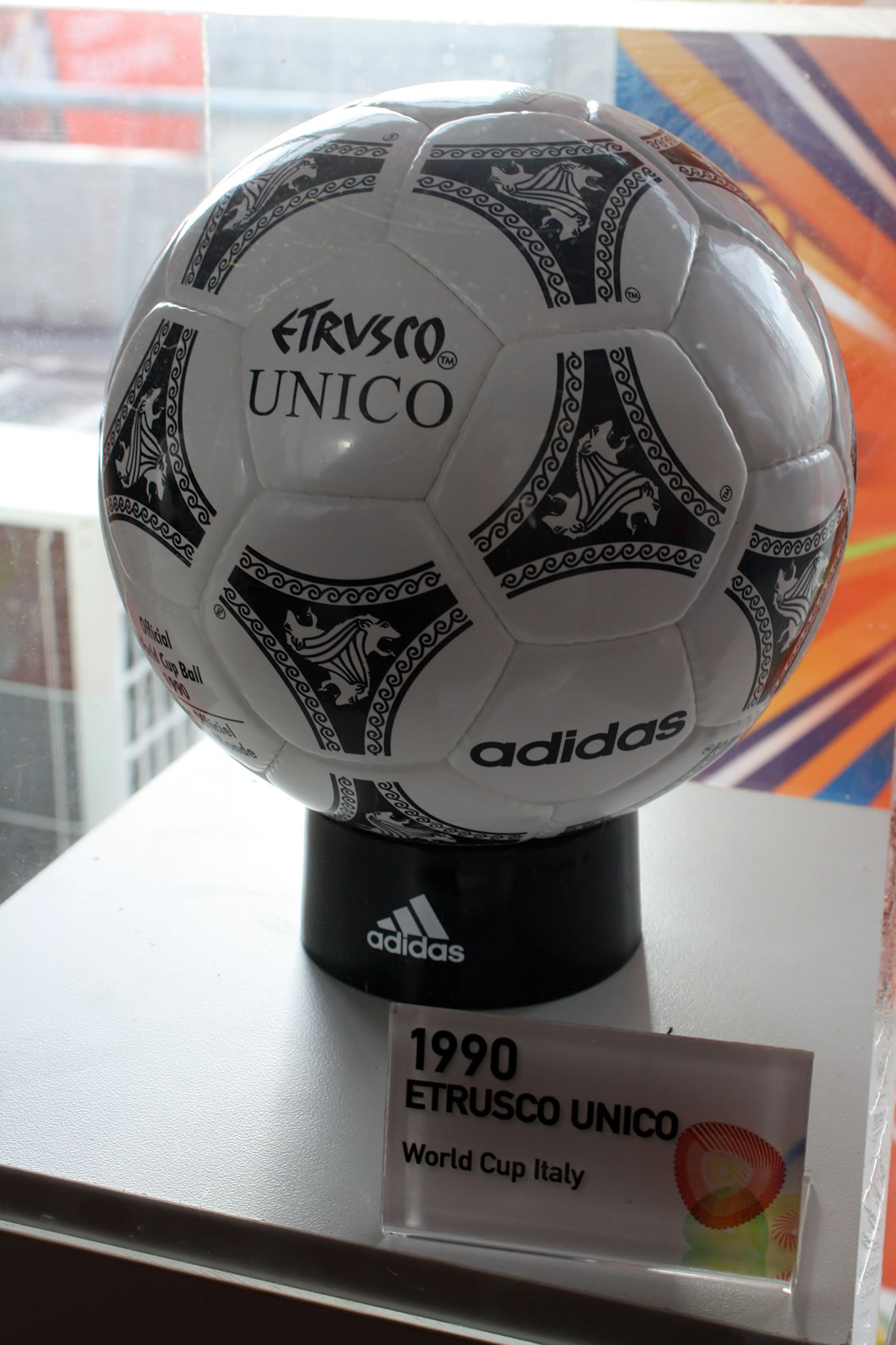
Adidas Etrusco Unico

L'Etrusco Unico va ser una pilota de futbol fabricat per Adidas a principis dels anys noranta. Va ser la pilota oficial de la Copa del Món de Futbol de 1990 a Itàlia, la Copa Amèrica de 1991 a Xile, el Campionat d'Europa de 1992 a Suècia i en els Jocs Olímpics d'estiu de 1992 a Barcelona, Catalunya.
El nom i el disseny complex van ser inspirats en la història antiga d'Itàlia i en les belles arts dels etruscs. Tres caps de lleó etruscs decoren cadascuna de les 20 tríades de tango. Va ser la primera bola amb una capa interna d'escuma de poliuretà negra.
I l'Adidas seguint la seva tradició, també hi havia una bota de futbol acompanyant del mateix nom, que incorporava alguns dels elements de disseny de la pilota: es reproduïen a la llengua les tríades de la pilota amb els caps de lleó, juntament amb el guió Etrusco Unico. Va ser la bota oficial de la Copa del Món de la FIFA de 1990 i fou molt utilitzada pels jugadors de la competició.